# Piotrowice (Lubusz)
Piotrowice [pronunciación en polaco: /pjɔtrɔˈvit͡sɛ/] (en alemán: Klein Petersdorf) es un pueblo ubicado en el distrito administrativo de Gmina Lipinki Łużyckie, dentro del Condado de Żary, Voivodato de Lubusz, en Polonia occidental. Se encuentra aproximadamente a 5 kilómetros al noroeste de Lipinki Łużyckie, a 14 kilómetros al oeste de Żary, y a 49 kilómetros al suroeste de Zielona Góra.
Antes de 1945, el área fue parte de Alemania.